# Impasto
|  | Aquest article tracta sobre la tècnica de pintura. Si cerqueu per a l'impasto en ceràmica, vegeu «impasto (ceràmica)». |

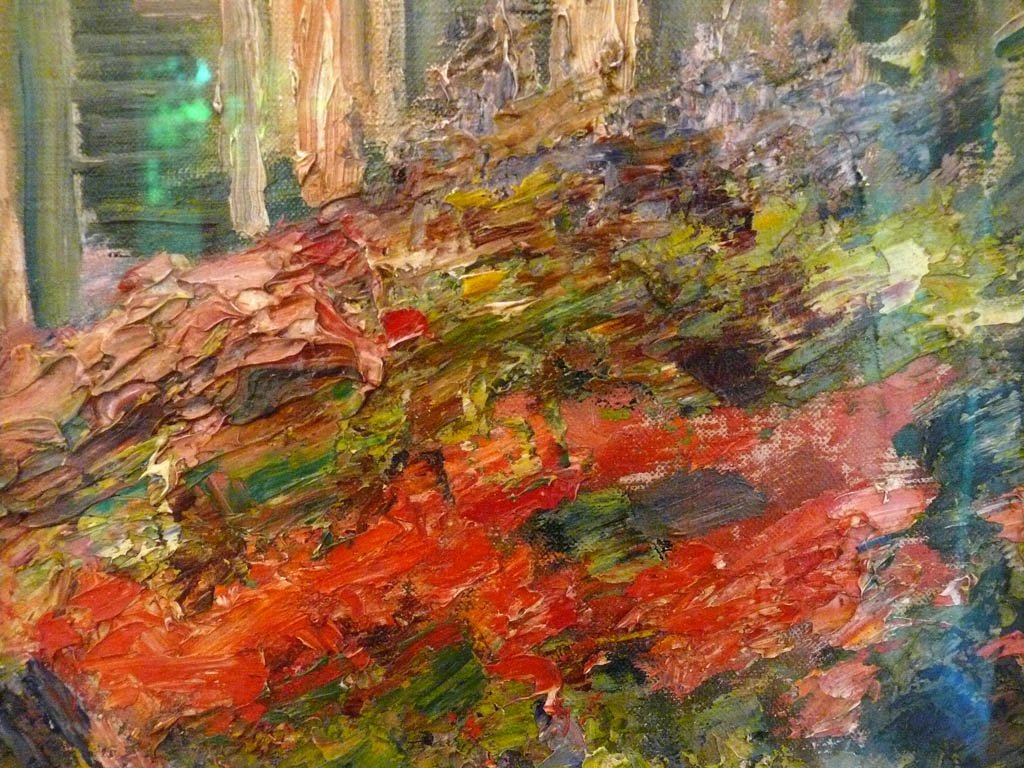
Pintura de Max Liebermann (detall) on s'aplica la tècnica de limpasto.

L'impasto és una tècnica pictòrica on la pintura es diposita en una zona de la superfície (o en tot el llenç) de manera que forma un relleu marcat, normalment prou gruixut perquè siguin visibles les pinzellades. Quan s'asseca, l'impasto proporciona textura, la pintura sembla que surti fora del llenç.
La paraula impasto prové de l'italià; en aquest idioma significa massa (de la pasta) o mescla.
Pel seu gruix i l'assecat lent, la pintura a l'oli és la més adequada per a usar la tècnica de l'impasto. També es pot aplicar aquesta tècnica amb pintura acrílica.

## Artistes
Molts artistes han utilitzat la tècnica de l'impasto. Entre els més notables es poden incloure: Velázquez, Rembrandt, Van Gogh, Pollock i de Kooning.
- Exemples de pintures que fan ús de la tècnica de l'impasto

Exemples de pintures que fan ús de la tècnica de limpasto
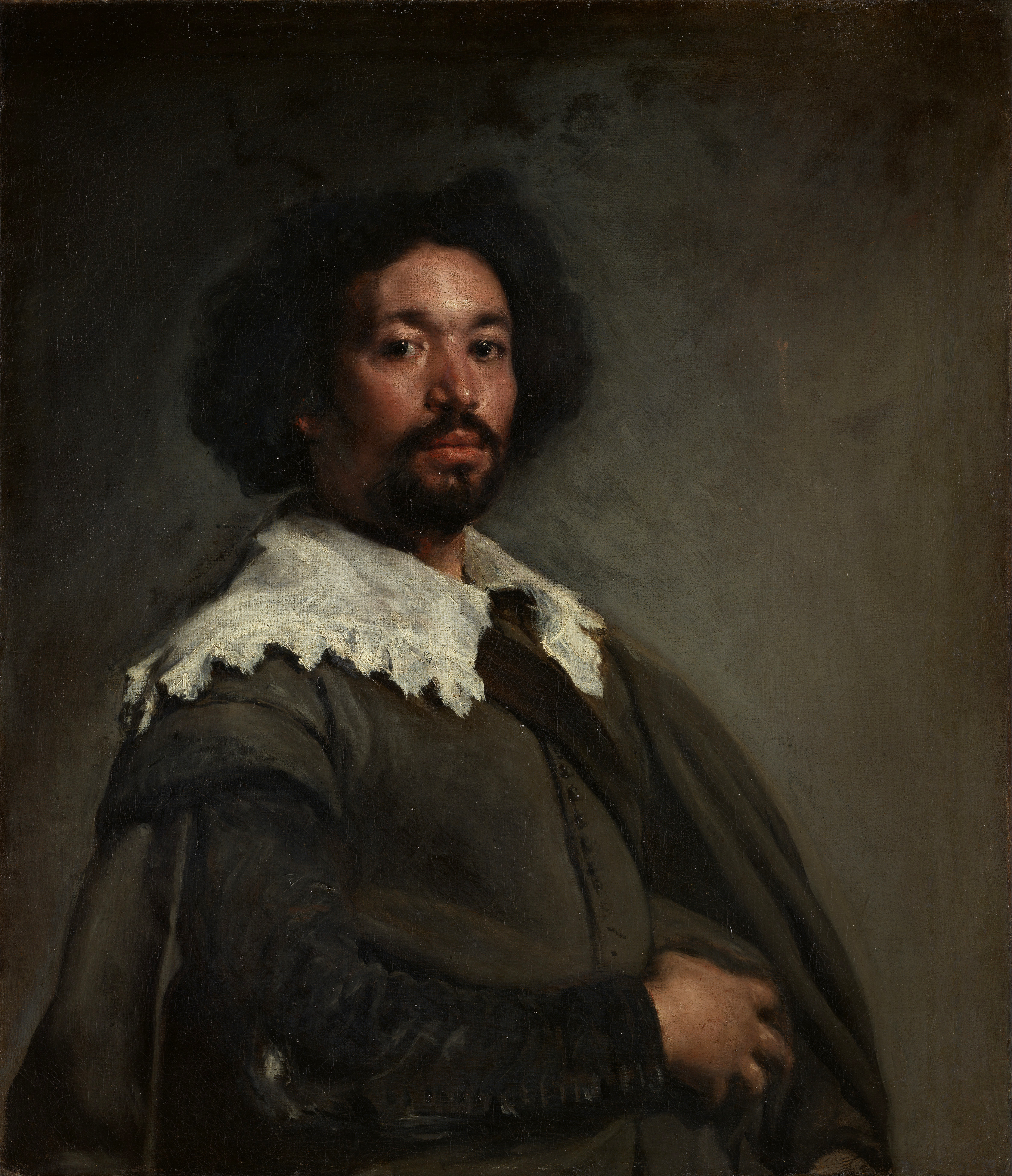
Retrat de Juan de Pareja de Velázquez (1650).
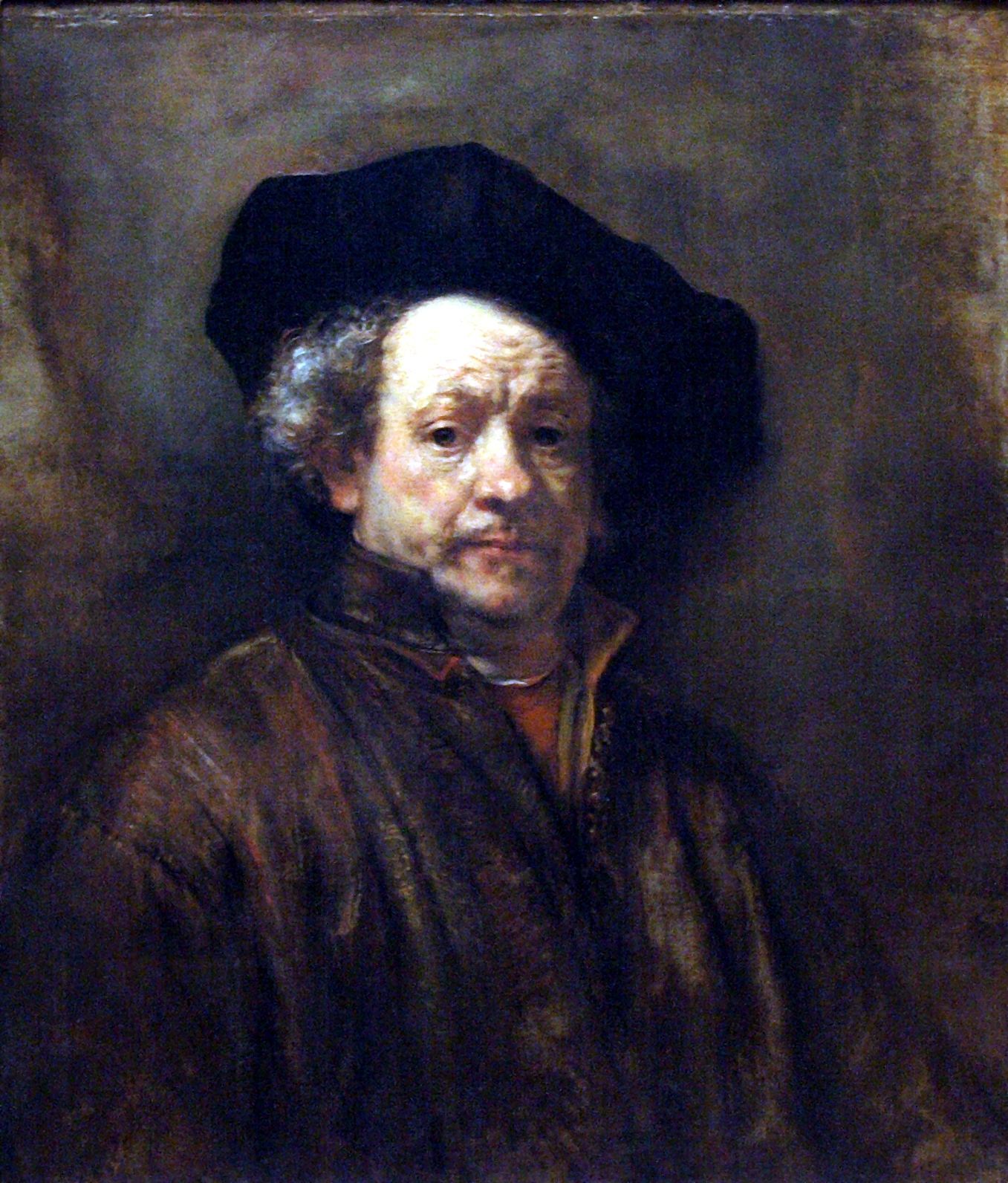
Autoretrat, de Rembrandt (1660). El seu ús de l'impasto es va inspirar segurament en Ticià; l'aplicació d'aquesta tècnica va mostrar un nou mètode d'il·lusió en el treball de l'artista.
La nit estelada, de Van Gogh (1889). La tècnica de l'impasto i l'estructura de la línia fan la sensació que el cel es mou.[4]
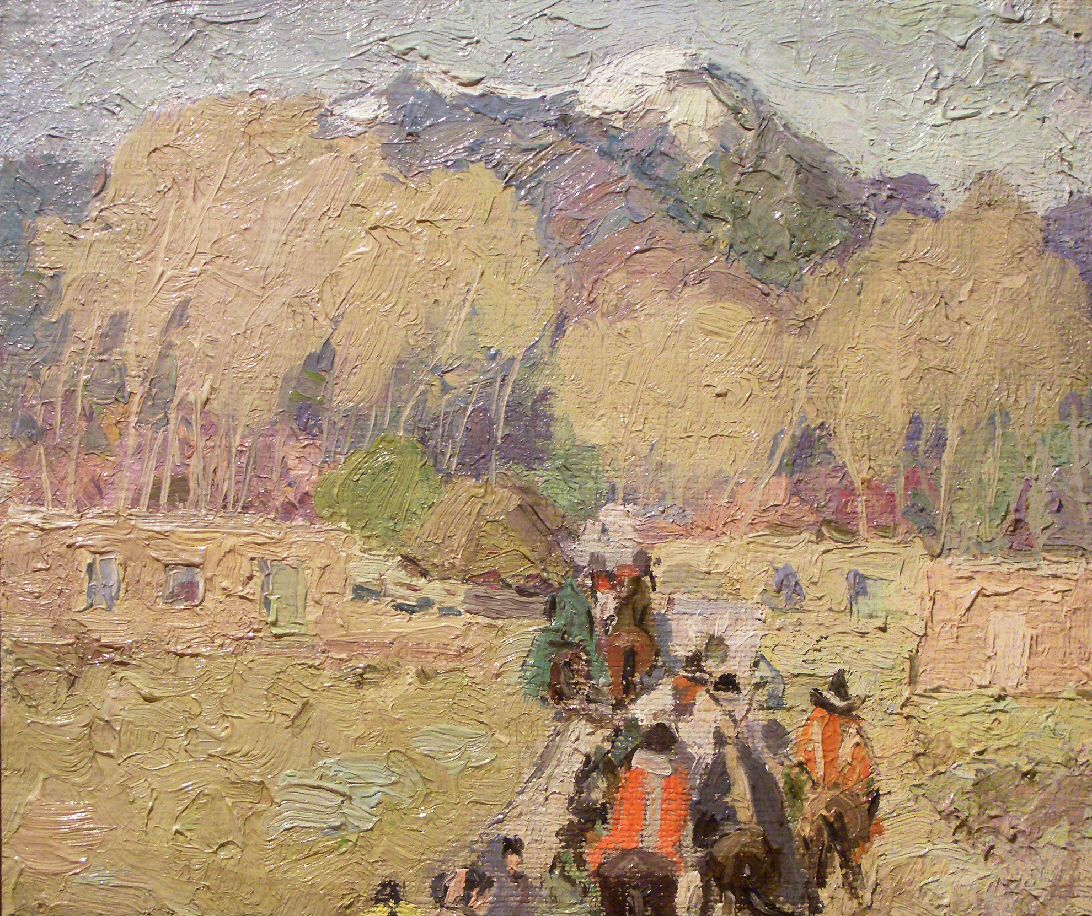
El camí des de la muntanya Taos cap a casa, de Cordelia Wilson (1920). Un paisatge íntegrament executat amb una agosarada tècnica d'impasto.